# Grabno (województwo lubuskie)
Grabno – wieś w Polsce położona w województwie lubuskim, w powiecie słubickim, w gminie Ośno Lubuskie, historycznie w ziemi lubuskiej.
Miejscowość położona jest na drodze lokalnej Rosławice – Grabno – Lubień – Sulęcin.

## Historia
W 1322 piastowski książę Henryk IV Wierny dokumentem wydanym w Lubniewicach nadał wieś joannitom.
W miejscowości działało państwowe gospodarstwo rolne – Zakład Rolny w Grabnie wchodzący w skład Państwowego Przedsiębiorstwa Gospodarki Rolnej w Ośnie Lubuskim.
W latach 1975–1998 miejscowość administracyjnie należała do województwa gorzowskiego.

## Zabytki

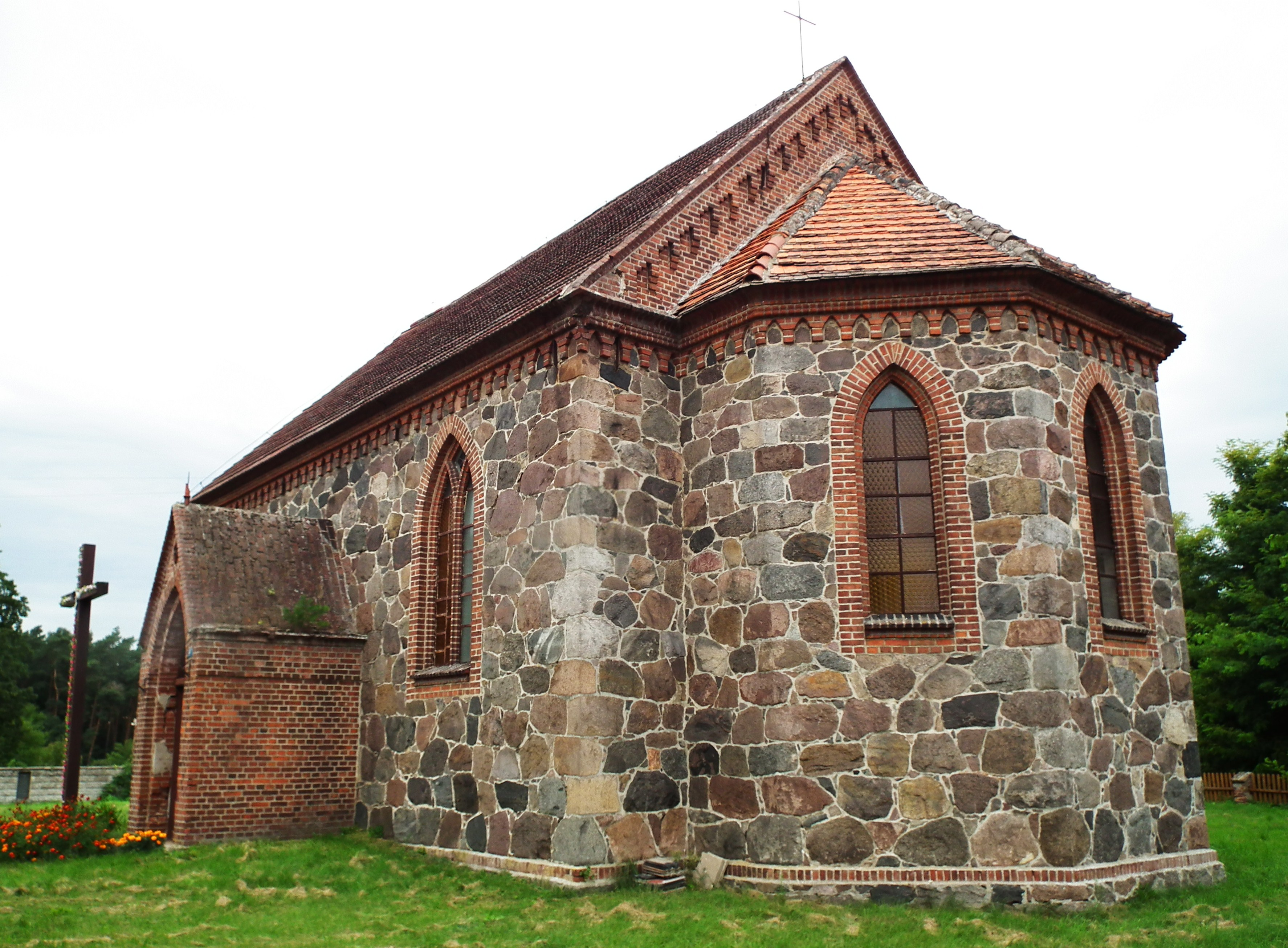
Kościół św. Józefa Oblubieńca

Do wojewódzkiego rejestru zabytków wpisane są:
- kościół ewangelicki, obecnie rzymskokatolicki filialny pod wezwaniem św. Józefa Oblubieńca, z XVII wieku, przebudowany w połowie XIX wieku
- cmentarz przykościelny
- dzwonnica przy kościele, z XVII wieku

inne zabytki:
- dwór eklektyczny z XIX wieku.